# لولا دولوخانیان
لولا کارنی دولوخانیان (لُرتا دولوخانیان (ارمنی: Լոլա Կարենի Դոլուխանյան (Լորետա Դոլուխանյան)؛ انگلیسی: Lola Doloukhanyan زاده ۲۹ ژانویهٔ ۱۹۳۷) یک معمار اهل ارمنستان است. وی از سال میلادی تاکنون مشغول فعالیت بوده است.

## زندگی‌نامه
وی در ۲۹ ژانویه ۱۹۳۷ در ایروان به دنیا آمد سدا دولوخانیان خواهر وی است. وی از دانشگاه ملی پلی‌تکنیک ارمنستان (۱۹۶۰) فارغ‌التحصیل گشت. وی همچنین برندهٔ جوایزی همچون چهره فرهنگی شایسته جمهوری ارمنستان (۲۰۱۳) شده است.